# Messico ai Giochi della XXI Olimpiade
Il Messico partecipò ai Giochi della XXI Olimpiade che si sono svolti a Montréal dal 17 luglio al 1º agosto 1976, con una delegazione di 97 atleti impegnati in 17 discipline per un totale di 54 competizioni. Portabandiera fu la sedicenne ginnasta Teresa Díaz.
Il bottino della squadra, alla sua tredicesima partecipazione ai Giochi estivi, fu di una medaglia d'oro nell'atletica leggera e una di bronzo nel pugilato.

## Medaglie
| Medaglia | Nome            | Sport            | Evento       |
| -------- | --------------- | ---------------- | ------------ |
| Oro      | Daniel Bautista | Atletica leggera | Marcia 20 km |
| Bronzo   | Juan Paredes    | Pugilato         | Pesi gallo   |

## Risultati

### Pallacanestro
- Uomini

| Atleta | Classifica |
| --- | ---------- |
| V · D · M Nazionale messicana - Pallacanestro ai Giochi della XXI Olimpiade - Torneo maschile 4 García · 5 Guerrero · 6 Flores · 7 Palomar · 8 Ayala · 9 Campis · 10 Rodríguez · 11 Reyes · 12 Nava · 13 Alcalá · 14 Sáenz · 15 Raga · All. Carlos Bru | 10°        |
| Nazionale messicana - Pallacanestro ai Giochi della XXI Olimpiade - Torneo maschile |            |
| 4 García · 5 Guerrero · 6 Flores · 7 Palomar · 8 Ayala · 9 Campis · 10 Rodríguez · 11 Reyes · 12 Nava · 13 Alcalá · 14 Sáenz · 15 Raga · All. Carlos Bru                                                                                               |            |

### Pallanuoto
| Atleta | Classifica |                    |
| --- | --- | ------------------ |
| V · D · M Nazionale maschile messicana di pallanuoto · Giochi olimpici - Montréal 1976 Gómez • F. García • Guerra • Aguilar • Valencia • J. García • Fernández • Beristain • Coste • Yáñez • Schmidt · CT : - | 10° |                    |
| Nazionale maschile messicana di pallanuoto · Giochi olimpici - Montréal 1976 | |                    |
| Gómez • F. García • Guerra • Aguilar • Valencia • J. García • Fernández • Beristain • Coste • Yáñez • Schmidt · CT: -                                                                                         | Gómez • F. García • Guerra • Aguilar • Valencia • J. García • Fernández • Beristain • Coste • Yáñez • Schmidt · CT: - | Messico (bandiera) |